# Хингзен, Юрген
Юрген Хингзен (нем. Jürgen Hingsen; род. 25 января 1958, Дуйсбург, Северный Рейн-Вестфалия) — западногерманский легкоатлет, специалист по многоборьям. Выступал за сборную ФРГ по лёгкой атлетике в 1977—1988 годах, серебряный призёр летних Олимпийских игр в Лос-Анджелесе, обладатель серебряных медалей чемпионатов мира и Европы, многократный победитель и призёр первенств национального значения, бывший рекордсмен мира в десятиборье.

## Биография
Юрген Хингзен родился 25 января 1958 года в городе Дуйсбург.
Серьёзно заниматься лёгкой атлетикой начал в 1976 году в клубе «Байер Уэрдинген» в Крефельде.
Впервые заявил о себе в десятиборье на международном уровне в сезоне 1977 года, когда вошёл в состав западногерманской национальной сборной и побывал на юниорском европейском первенстве в Донецке, откуда привёз награду бронзового достоинства.
Начиная с 1978 года соревновался с элитными спортсменами, в частности с результатом в 7585 очков занял 13-е место на чемпионате Европы в Праге.
В 1979 году стал серебряным призёром на летней Универсиаде в Мехико, тогда как на Кубке Европы по легкоатлетическим многоборьям в Дрездене закрыл десятку сильнейших в личном зачёте и помог своим соотечественникам выиграть серебряные медали командного зачёта.
На Кубке Европы 1981 года в Бирмингеме был вторым в личном зачёте и вместе со сборной ФРГ одержал победу в командном зачёте.
В августе 1982 года на соревнованиях в Ульме установил мировой рекорд, набрав в сумме десятиборья 8723 очков. Тем не менее, уже в сентябре на чемпионате Европы в Афинах британец Дейли Томпсон вернул себе звание рекордсмена мира, набрав на 20 очков больше. Хингзен на этом турнире стал вторым.
В июне 1983 года на соревнованиях в Бернхаузене Юрген Хингзен с результатом в 8779 очков снова завладел мировым рекордом. Также он завоевал серебряную медаль на впервые проводившемся чемпионате мира по лёгкой атлетике в Хельсинки, где был превзойдён своим давним соперником Дейли Томпсоном. За эти выдающиеся успехи по итогам сезона президент Карл Карстенс вручил ему Серебряный лавровый лист, высшую спортивную награду Германии.
В мае 1984 года на соревнованиях в Мангейме Хингзен ещё улучшил мировой рекорд, показав результат в 8798 очков. Благодаря череде удачных выступлений удостоился права защищать честь страны на летних Олимпийских играх в Лос-Анджелесе — здесь снова оказался вторым позади Томпсона, который повторил его мировой рекорд (а по новой системе подсчёта очка стал рекордсменом).
После лос-анджелесской Олимпиады Хингзен остался в составе легкоатлетической команды ФРГ на ещё один олимпийский цикл и продолжил принимать участие в крупнейших международных стартах. Так, в 1986 году он отметился выступлением на домашнем чемпионате Европы в Штутгарте, где добавил в послужной список ещё одну серебряную награду — вновь уступил Томпсону.
В 1987 году стартовал на чемпионате мира в Риме, но вынужден был досрочно завершить выступление и не показал никакого результата.
Находясь в числе лидеров немецкой национальной сборной, благополучно прошёл отбор на Олимпийские игры 1988 года в Сеуле — на сей раз за три фальстарта был дисквалифицирован во время первого этапа, бега на 100 метров, и не смог побороться за призовые места.
Результат Хингзена в 8832 очка, показанный в 1984 году в Мангейме, остаётся национальным рекордом Германии и по-прежнему входит в десятку лучших результатов в истории десятиборья.